# Јосип Зовко
Јосип Зовко (Сплит, 4. јун 1970 — Груде, 3. април 2019) био је хрватски филмски телевизијски и позоришни глумац.

## Биографија и каријера
Рођен је 4. јуна 1970. године у Сплиту. Дипломирао је глуму на Академији драмске уметности у Загребу, а члан ансамбла Драме Хратског народног казалишта Сплит постао је 1993. године. Широј јавности најпознатији је по улогама Јоже у ТВ серији Наши и ваши и Матеа у филму Да ми је бити морски пас.
Током каријере остарио је многе запажене улоге на филму и у позоришту. Прву пут на телевизији појавио се у Мали либар Марка Уводића Сплићанина из 1997. године.
Након тога уследила је улога Матеа у филму Да ми је бити морски пас из 1999. године, који је освојио неколико награда на 46. филмском фестивалу у Пули.
У филму Holding имао је мању улогу као Теин брат, а исте године и у филмовима Последња воља као конобар на броду и Анте се враћа кући као Коле.
Глумио је Јожу у хрватској ТВ серији Наши и ваши (2000—2002) Улогу Цаце имао је у филму Опрости за кунг фу као Цацо (2004), у ТВ филмовима Тресета као прекрасни Ум и Највећа погрешка Алберта Ајнштајна као незнанац. Отварио је улогу Пераице у једној епизоди ситкома Битанге и принцезе из 2016. године. Године 2009. појавио се као Роко у филму Верујем у анђеле, као и партизана у филму Bella Biondina.
Остварио је велики број улога у ХНК Сплит.
Погинуо је у саобраћајној несрећи у Грудама у Босни и Херцеговини.

## Филмографија
| Год.      | Назив                              | Улога            |
| --------- | ---------------------------------- | ---------------- |
| 1990-е▲   |                                    |                  |
| 1999.     | Да ми је бити морски пас           | Мате             |
| 2000-е▲   |                                    |                  |
| 2001.     |                                    | Теин брат        |
| 2001.     | Последња воља                      | конобар на броду |
| 2001.     | Анте се враћа кући                 | Коле             |
| 2000—2002 | Наши и ваши                        | Јожо             |
| 2004      | Опрости за кунг фу                 | Цацо             |
| 2006.     | Тресета                            | прекрасни Ум     |
| 2006.     | Највећа погрешка Алберта Ајнштајна | Незнанац         |
| 2008.     | Битанге и принцезе                 | Пераица          |
| 2009.     | Верујем у анђеле                   | Роко             |
| 2010-е▲   |                                    |                  |
| 2011.     |                                    | партизан         |

## Награде
- Награда Вељко Маричић на међународном Фестивалу малих сцена, за улогу Малог у представи Бијело (1998)
- Награда хрватског глумишта за глумачко остварење у ТВ драми — као Мате у филму Да ми је бити морски пас (1999)